# Szułany (gmina Nowe Daugieliszki)
Szułany (lit. Šiūlėnai) – wieś na Litwie, w okręgu uciańskim, w rejonie ignalińskim, w gminie Nowe Daugieliszki.

## Historia
W czasach zaborów wieś w gminie Daugieliszki, w powiecie święciańskim, w guberni wileńskiej Imperium Rosyjskiego. W 1905 roku liczyła 151 mieszkańców, 231 dziesięcin.
W dwudziestoleciu międzywojennym wieś leżał w Polsce, w województwie wileńskim, w powiecie święciańskim, w gminie Daugieliszki.
W 1931 w 34 domach zamieszkiwały 142 osoby.
Miejscowość należała do parafii rzymskokatolickiej w Paryndze i prawosławnej w Michałowie. Podlegała pod Sąd Grodzki w Święcianach i Okręgowy w Wilnie; właściwy urząd pocztowy mieścił się w Daugieliszkach.
Od 1990 roku na niepodległej Litwie.